# دیوندی سالای-هوروات
مجاری: Szalay-Horváth Gyöngyi۲۴ مارس ۱۹۶۸ ۳۰ دسامبر ۲۰۱۷) ورزشکار شمشیربازی اهل مجارستان بود.
وی در مسابقات کشوری و بین‌المللی در مجموع برندهٔ ۱ مدال برنز شده‌است.